# Dinosaur Train
Dinosaur Train (BR: Dinotrem / PT: O Comboio dos Dinossauros) é uma série animada criada por computador Craig Bartlett, que também fez: Hey Arnold!. 
A série apresenta um curioso jovem chamado Tiranossauro Rex (PT: Dudu | BR: Bruno), que, juntamente com sua família Pteranodon adotada, leva o Trem do Dinossauro para conhecer, explorar e ter aventuras com todos os tipos de dinossauros.
É o segundo show pelo The Jim Henson Company usar animação digital Discovery Kids (o primeiro dos quais foi Sid the Science Kid).

## Elenco
| Personagem          | Original Inglês        | Dublador Brasileiro | Dobrador Português |
| ------------------- | ---------------------- | ------------------- | ------------------ |
| Pt:Dudu e Br: Bruno | Phillip Corlett        | Matheus Ferreira    | Márcia Correia     |
| Pt: Tota Br: Tina   | Claire Corlett         |                     | Isabel Carvalho    |
| Pt: Tita Br: Linda  | Erika-Shaye Gair       | Mariana Evangelista | Marta Mota         |
| Pt: Titão Br: Don   | Alexander Matthew Marr | Nicholas Torres     | Rute Pimenta       |
| Sra. Pteranodon     | Ellen Kennedy          | Melissa Lucena      | Isabel Queirós     |
| Sr. Pteranodon      | Colin Murdock          | Dado Monteiro       | Mário Santos       |
| Sr. Condutor        | Ian James Corlett      | Celso Alves         | Rui Oliveira       |

## Channel
PBS Kids 
TVO 2010-

### Portugal
20th Television 2009-2020